# Berewuleng Football Club (féminines)
La section féminine du Berewuleng FC est un club féminin de football gambien basé à Brikama.

## Histoire
En 2021, Berewuleng remporte le championnat de deuxième division et est promu en première division.
Le club atteint le podium lors du championnat 2021-2022, derrière les Red Scorpions et la GPF. En 2023, Berewuleng termine deuxième du championnat, toujours dominé par les Red Scorpions. La saison suivante, le club échoue encore à détrôner les champions en titre, mais réduit l'écart au classement.
Berewuleng perd la supercoupe de Gambie 2024 aux tirs au but contre les Red Scorpions (2-2, 4-3).
En 2025, le club décroche enfin le titre en championnat, grâce à un but dans le temps additionnel de Sarah Jarju qui offre une victoire face à TMT et fait passer Berewuleng devant les Red Scorpions au dernier moment.

## Palmarès
Championnat de Gambie (1) :
- Champion en 2024-2025

Coupe de Gambie (1) :
- Vainqueur en 2024-2025